# Хас, Войцех Ежи
Войцех Ежи Хас (пол. Wojciech Jerzy Has; 1 апреля 1925, Краков — 3 октября 2000, Лодзь) — польский кинорежиссёр, сценарист и продюсер.

## Биография
Прерванную началом войны учёбу продолжил в военные годы, сначала в Кракове в учебном заведении по коммерции, а после — в художественной школе (Szkołа Przemysłu Artystycznego) на отделении графики. Когда школа была окончена, Войцех Хас устроился работать в шахту. В 1943 году недолго проработал в книжном издательстве. В 1945 году поступил в академию изящных наук в Кракове и учился там до 1947 года. В то же самое время посещал лекции по кинопроизводству, которые окончил в 1946 году и начал работу на студии документальных фильмов. В 1951—1956 годах работал на киностудии «Просвещение» в Лодзи, снимая документальные фильмы. С 1955 года работал вместе с группой кинорежиссёров «Русалка» («Syrena»), далее в «Иллюзионе» («Iluzjon») и, с 1958 года, с группой «Камера». В 1981-1987 годах был руководителем художественного коллектива «Рондо». В 1987-1989 годах член комитета кинематографии.
Являлся научным работником Государственной высшей школы кинематографии, телевидения и театра им. Л. Шиллера в Лодзи — PWSFTviT («Państwowa Wyższa Szkoła Filmowa, Telewizyjna i Teatralna im. Leona Schillera w Łodzi»). 1989-1990 годах — декан факультета школы; в 1990—1996 годах — ректор. При PWSFTviT существовала художественная студия «Indeks», которую Войцех Хас патронировал и являлся её директором.
Похоронен на «Аллее заслуженных» на коммунальном кладбище Долы в Лодзи.

## Творческий путь
Дебютной работой режиссёра в игровом кинематографе стала короткометражная лента «Гармошка» (1947). Далее режиссёр снимал документальные и научно-популярные ленты. Фильм «Петля» (1957) по произведению Марека Хласко принёс известность актёру Густаву Холоубеку, потом снимавшемуся во многих фильмах Хаса. «Петля» — трагическая история одного алкоголика — содержала в себе в свёрнутом виде основные особенности стиля Хаса: сочетание бытового и экзистенциального начал и визуальный экспрессионизм. Вышедшая на экран в 1958 году картина «Прощание» по повести Станислава Дыгата получила приз ФИПРЕССИ на XII Международном кинофестивале в Локарно. В дальнейшем режиссёр снял ряд экранизаций литературной классики, снискавших международную известность. Фильм по повести Чехова «Скучная история», хотя и демонстрировался в Москве во время одного из кинофестивалей, отечественному зрителю почти не знаком. Тема смерти, одна из ключевых в творчестве Хаса, с особой выразительностью раскрыта в последней его картине, изысканной сюрреалистической притче с эзотерическим акцентом «Недолгое путешествие Бальтазара Кобера».

## Польский критик о В. Хасе
Вот как отзывается о творчестве режиссёра современный польский кинокритик Тадеуш Соболевский:
Виртуозом творческих переложений был Войцех Хас, едва ли не самый оригинальный и значительный режиссёр польского кино. Марсель Пруст говорил, что идеальный читатель всегда читает самого себя — в чужих книгах находит собственную книгу. Именно так воспринимал литературу Хас, перенёсший на экран три шедевра — «Рукопись, найденную в Сарагосе» Яна Потоцкого (1965), «Куклу» Болеслава Пруса (1969) и «Санаторию под клепсидрой» Бруно Шульца (1973) ().

## Фильмография

### Режиссёрские работы
- 1957 — Петля / Pętla
- 1958 — Прощания / Pożegnania
- 1959 — Общая комната / Wspólny pokój
- 1961 — Расставание / Rozstanie
- 1962 — Как быть любимой / Jak być kochaną[6]
- 1962 — Золото / Złoto
- 1964 — Рукопись, найденная в Сарагосе / Rękopis znaleziony w Saragossie
- 1966 — Коды / Szyfry
- 1968 — Кукла / Lalka
- 1973 — Санаторий под клепсидрой / Sanatorium pod Klepsydrą
- 1982 — Скучная история / Nieciekawa historia
- 1984 — Писака / Pismak
- 1986 — Личный дневник грешника... / Osobisty pamiętnik grzesznika przez niego samego spisany
- 1988 — Невероятное путешествие Бальтазара Кобера / Niezwykła podróż Baltazara Kobera, Les Tribulations de Balthazar Kober

### Сценарии
- 1947 — Улица Березовая / Ulica Brzozowa
- 1948 — Гармония / Harmonia
- 1950 — Мой город / Мoje miasto
- 1950 — Первый урожай / Pierwszy plon
- 1957 — Петля / Pętla
- 1958 — Прощания / Pożegnania
- 1959 — Общая комната / Wspólny pokój
- 1961 — Расставание / Rozstanie
- 1968 — Кукла / Lalka
- 1973 — Санаторий под клепсидрой / Sanatorium pod Klepsydrą
- 1982 — Скучная история / Nieciekawa historia
- 1988 — Невероятное путешествие Бальтазара Кобера / Niezwykła podróż Baltazara Kobera, Les Tribulations de Balthazar Kober

Сериал:
- 1996 Кинематограф (Filmówka (on sam / ona sama / zespół))

## Фильм о режиссёре
В 1998 году Адам Кучинский снял документальный фильм о творчестве Войцеха Хаса под названием «Сон о сновидении» (ZE SNU SEN).